# Grammatobothus polyophthalmus
Grammatobothus polyophthalmus es una especie de pez de la familia Bothidae.

## Hábitat
Es un pez de mar.

## Morfología
Pueden llegar alcanzar los 21 cm de longitud total.

## Distribución geográfica
Se encuentra desde las costas del India y Sri Lanka hasta Filipinas, Okinawa y el noreste de Australia. También en el Golfo Pérsico.